# مات بولارد
مات بولارد (بالإنجليزية: Matt Bullard)‏ مواليد 5 يونيو 1967 في دي موين، هو لاعب كرة سلة أمريكي سابق بدأ مسيرته الاحترافية في سنة 1991 وحمل الرقم 50. يبلغ طوله 6 قدم 10 بوصة (2.1 م). اعتزل اللعب في 2002.

## فرق لعب لها
- هيوستن روكتس
- أتلانتا هوكس
- شارلوت هورنتس

## الميداليات
| الميدالية | المسابقة                             |
| --------- | ------------------------------------ |
| فضية      | بطولة أمم الأمريكتين لكرة السلة 1989 |

## روابط خارجية
- مات بولارد على موقع إن بي أي (الإنجليزية)
- مات بولارد على موقع سبورتس رفرنس (الإنجليزية)
- مات بولارد على موقع كرة السلة الأوروبية.كوم (الإنجليزية)
- مات بولارد على موقع كلية كرة السلة في سبورتس رفرنس.كوم (الإنجليزية)
- مات بولارد على موقع ريلجم (الإنجليزية)
- مات بولارد على موقع بروبوليرز (الإنجليزية)